# Aseraggodes guttulatus
Aseraggodes guttulatus és un peix teleosti de la família dels soleids i de l'ordre dels pleuronectiformes que es troba des de les costes de Reunió i Maldives fins a les del Mar de la Xina Meridional.